# 帕夫洛·基里連科
帕夫洛·亞歷山德羅維奇·基里連科（羅馬化：Pavlo Oleksandrovych Kyrylenko；1986年5月5日—），烏克蘭檢察官、政治人物，曾任顿涅茨克州州长。

## 生平
2008年，基里連科畢業於智者雅羅斯拉夫國家法律大學，並於同年7月起在烏克蘭總檢察院任職。
2017年9月，基里連科擔任西部地區烏日霍羅德駐軍的軍事檢察官。2019年7月，基里連科當選頓涅茨克州州長。2023年9月6日，基里連科出任乌克兰反垄断委员会主席。
基里連科已婚，有2個孩子。

## 外部連結
- 帕夫洛·基里連科的Facebook專頁
- . 烏克蘭總統辦公室. 2019-07-05  [2020-01-11]. （原始内容存档于2019-07-08）.